# Ultimate War
Ultimate War è una miniserie a fumetti pubblicata dalla Marvel Comics e tradotta in Italia dalla Panini Comics, sulle pagine della collana Ultimates, parte dell'universo Ultimate Marvel.
È un crossover tra gli Ultimate X-Men e gli Ultimates.

## Trama
Il fumetto inizia con un attentato terroristico al Ponte di Brooklyn di New York, che provoca la morte di 800 persone, la strage viene rivendicata da Magneto, il capo della Confraternita dei Mutanti creduto morto da sei mesi per mano del professor Charles Xavier, il capo degli X-Men.
Gli Ultimates vengono subito mobilitati e riescono a catturare i mutanti responsabili dell'attentato, in seguito si mettono alla ricerca degli X-Men, considerati alleati di Magneto, i quali però sono fuggiti in una loro base segreta, dove studiano un piano per scovare Magneto.
Intanto gli Ultimates sono tornati al Triskelion, quando la loro base viene attaccata da Magneto in persona. Thor, Hulk, Iron Man e Capitan America fronteggiano dunque Magneto e il suo esercito di droni.
Thor combatte i numerosi droni servitori di Magneto e li sconfigge facilmente, ma non riesce a intervenire in aiuto di Capitan America e Iron Man, che vengono sconfitti dal potente mutante. Magneto quindi si occupa di Wanda e Pietro, i suoi figli che Magneto considera dei traditori. Pietro viene gambizzato, mentre Hulk si libera dalla propria cella uccidendo degli inservienti.
In seguito Magneto attua un piano mettendo contro i suoi peggior nemici, infatti informa gli Ultimates della posizione della base segreta degli X-Men.
Gli Ultimates quindi attaccano i mutanti, ed anche se la battaglia non va come speravano, riescono comunque a catturare il professor Charles Xavier. Gli altri ragazzi scappano, dopo essersi pestati per bene a vicenda.
La storia si concluderà sui volumi degli Ultimate X-Men, dove Magneto verrà catturato dagli X-Men e imprigionato nel Triskelion, Xavier verrà liberato e gli X-Men saranno scagionati da ogni accusa.